# Toma Ovici
Toma Ovici (Târgu Mureș, 31 maggio 1949) è un ex tennista romeno.

## Carriera
La sua migliore classifica ATP fu il n° 133, raggiunta il 9 agosto 1974.
Nelle prove del Grande Slam, raggiunse il secondo turno agli US Open del 1973, quando sconfisse al primo turno Tom Edlefsen in cinque set, per poi arrendersi in tre ad Adriano Panatta. Il suo cammino si fermò, due volte, al secondo turno anche al Roland Garros. Nel 1974 sconfisse Lito Álvarez e fu poi travolto da Björn Borg, futuro vincitore del torneo. Al primo turno dell'edizione 1975 degli Internazionali di Francia, sconfisse Bob Carmichael, prima di arrendersi a Patrick Proisy.
Vanta tre presenze nei quarti di finale dei tornei del circuito maggiore. Nella prima, al torneo di Buenos Aires del 1973, superò, nell'ordine Tomas Lynch e Jean-Baptiste Chanfreau. A estrometterlo dal torneo fu Guillermo Vilas, futuro vincitore della manifestazione, che lo sconfisse in due set. Nel torneo di Little Rock del 1974, i primi due turni lo videro imporsi rispettivamente, su Bob Hewitt e Jeff Austin. Il cammino gli fu sbarrato da Kim Warwick. L'ultimo risultato importante in carriera lo ottenne al torneo di Düsseldorf del 1975. Le sue vittime nei primi due turni furono Tom Gorman e John Lloyd. Negli ultimi quarti di finale raggiunti in carriera fu eliminato da Jaime Fillol.
Dal 1972 al 1975 rappresentò la nazionale romena in Coppa Davis con un bilancio di 5 vittorie e 8 sconfitte. Nel 1972, giocò a risultato acquisito a favore della Romania l'ultimo singolare dei quarti di finale della zona A europea contro l'Iran, sconfiggendo, sulla terra rossa di Bucarest, Hussain Akbari in tre set. Il 1973 lo vide impegnato in quattro sfide con la maglia della Romania. Nei quarti di finale della zona A europea disputati contro l'Olanda sulla terra battuta di Scheveningen, perse in quattro set il primo singolare contro Tom Okker. Sul punteggio di 2-1 a favore degli olandesi, portò la Romania in parità sconfiggendo Jan Hordijk, consentendo a Ilie Năstase di chiudere i conti nell'ultimo singolare vinto in tre set contro Tom Okker. Nella semifinale della zona A europea vinta 4-1 dalla Romania sulla Nuova Zelanda a Bucarest, Ovici si aggiudicò il primo singolare contro Brian Fairlie, perdendo soltanto a punteggio acquisito il singolare contro Onny Parun. Nella finale della zona A europea vinta 3-2 dalla Romania sull'Unione Sovietica e disputata sempre a Bucarest, Ovici perse il primo singolare contro il finalista di Wimbledon Aleksandre Met'reveli, vincendo poi, a punteggio acquisito, l'ultimo singolare contro Tejmuraz Kakulija. Nella semifinale Interzone vinta dagli Stati Uniti sulla Romania per 4-1 sul cemento del Round Hill Country Club di Alamo, in California, Ovici perse entrambi i suoi singolari, prima contro Stan Smith, in tre set e poi contro Marty Riessen, in quattro.
Nella vittoria 3-2 della Romania sulla Francia, semifinale della zona A europea disputata a Bucarest nel luglio del 1974, Ovici conquistò in tre set il punto del secondo singolare a spese di Pierre Barthes perdendo invece in quattro partite l'incontro con François Jauffret. Nel 1975, nella semifinale della zona A europea vinta 3-2 dalla Spagna sulla Romania e disputata sulla terra battuta di Barcellona, Ovici perse entrambi i singolari, prima contro Manuel Orantes, in quattro set e poi, con le due squadre sul 2-2, contro José Higueras nel match che decretò la qualificazione in finale degli iberici.
Si ritirò nel 1976 all'età di 28 anni.